# واين غراب
واين غراب (بالإنجليزية: Wayne Grubb)‏ هو سائق سباق أمريكي، ولد في 19 يوليو 1976 في Mechanicsville, Virginia ‏ في الولايات المتحدة.